# Nicola Barile
Nicola Barile est un écrivain, réalisateur et scénariste italien né le 5 février 1962 à Santa Maria Capua Vetere.

## Biographie
Considéré comme l’un des pionniers de l’animation en Campanie, après avoir travaillé pendant plusieurs années sur les scénarios de Un posto al sole , en 2003 Nicola Barile commence à se consacrer à l'écriture pour enfants et publie l'année suivante son premier roman: Gli scheletri nell'armadio publié par Tilapia / Colonnese Editore. De cette publication est né le personnage «  Edo, le petit prince de Sansereno » qui deviendra le protagoniste d'un moyen métrage d'animation réalisé par Rai et diffusé sur Rai Due. 
Parallèlement à son travail d'auteur, il fonde une société de production de dessins animés et de produits éducatifs pour enfants.  Au cours de la décennie 2003-2013, il collabore avec la RAI et signe en tant que producteur ou réalisateur les émissions spéciales Le mystère de l'oeuf de Virgile et La cantate des pasteurs (La Cantata dei Pastori). En 2014 il réalise le dessin Peppino Di Capri en l'honneur du 40e anniversaire de la chanson .  
En 2015 il présente la série de documentaires Docoons Arts et artisanats, Des hommes au travail à Pompéi au XXVIe Festival international du film archéologique de Rovereto .  En 2016 il dirige la direction artistique de la série à succès de publicités de dessins animés Caffè Borbone, signée par Guido Bozzelli et Giovanni Calvino, produite par Digitalcomoedia et TILE Storytellers, puis revient en 2017 à la réalisation du film d'animation Ninna nanna di suo Maestà, une des chansons du Zecchino d'Oro chantée par la chorale dell'Antoniano de Bologne. En 2018, il écrit, avec Calvino, six nouveaux épisodes de Giga & Stick, entièrement conçus et animé en réalité virtuelle. En mars 2019, il complète le roman graphique Fiammetta produit par Guido Bozzelli et Giovanni Parisi dont le scénario est écrit par Giovanni Calvino et Enzo D'Alò. Depuis 2023, il est directeur du Festival d'archéologie de Bacoli.